# Chaetocnema magnipunctata
Chaetocnema magnipunctata är en skalbaggsart som beskrevs av Gentner 1928. Chaetocnema magnipunctata ingår i släktet Chaetocnema och familjen bladbaggar. Inga underarter finns listade i Catalogue of Life.